# Elżbieta Danilczyk
Elżbieta Danilczyk (ur. 24 kwietnia 1983) – polska lekkoatletka, specjalizująca się w pchnięciu kulą, medalistka mistrzostw Polski.

## Kariera sportowa
Była zawodniczką Podlasia Białystok i AZS-AWF Warszawa.
Na mistrzostwach Polski seniorek na otwartym stadionie zdobyła jeden medal - brązowy w pchnięciu kulą – w 2002. 
Jest młodsza siostrą lekkoatletki, Krystyny Zabawskiej.
Rekord życiowy w pchnięciu kulą: 15,31 (1.06.2002).